# Hektor

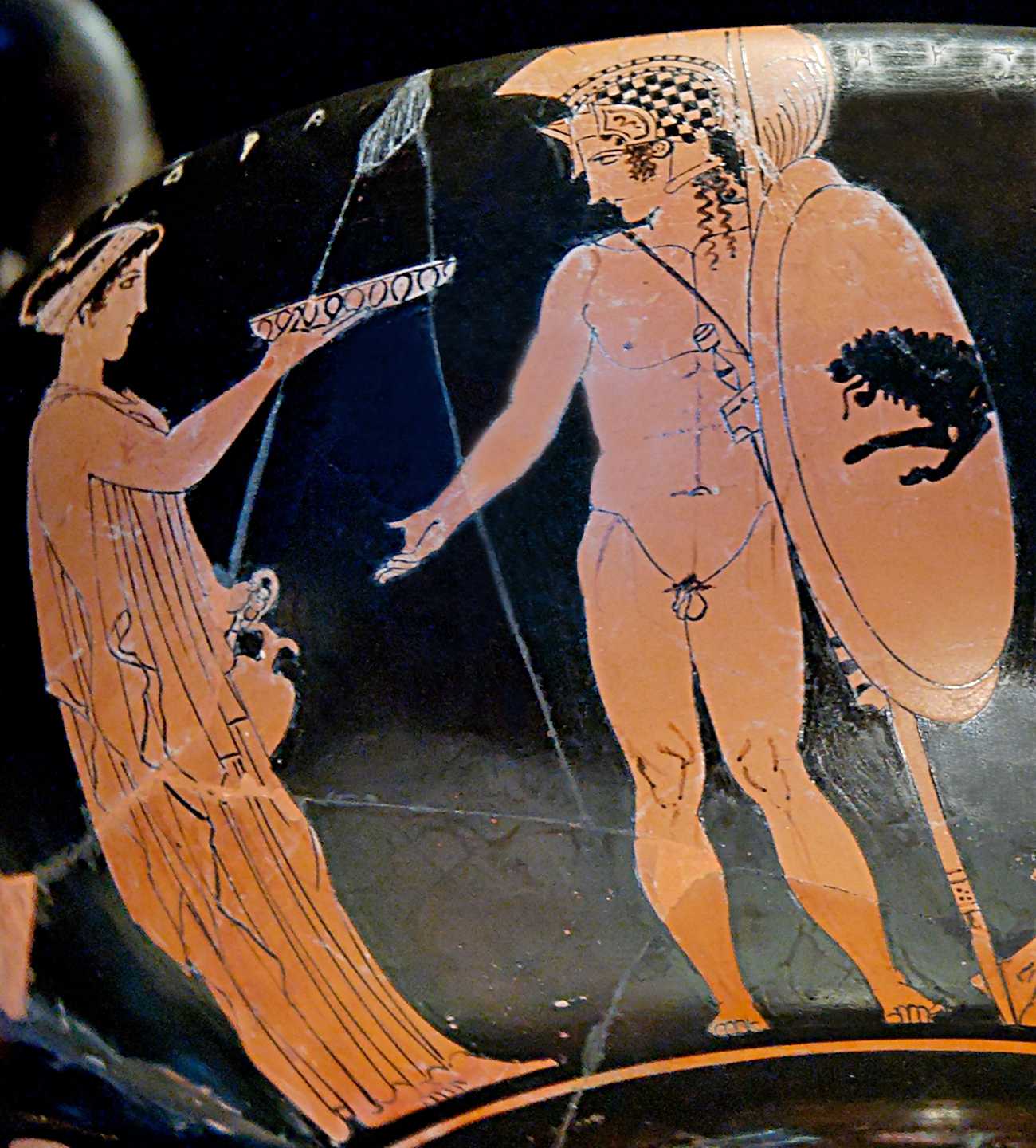
Kassandra und Hektor auf einem attisch-rotfigurigem Kantharos des Eretria-Malers, um 425/420 v. Chr.

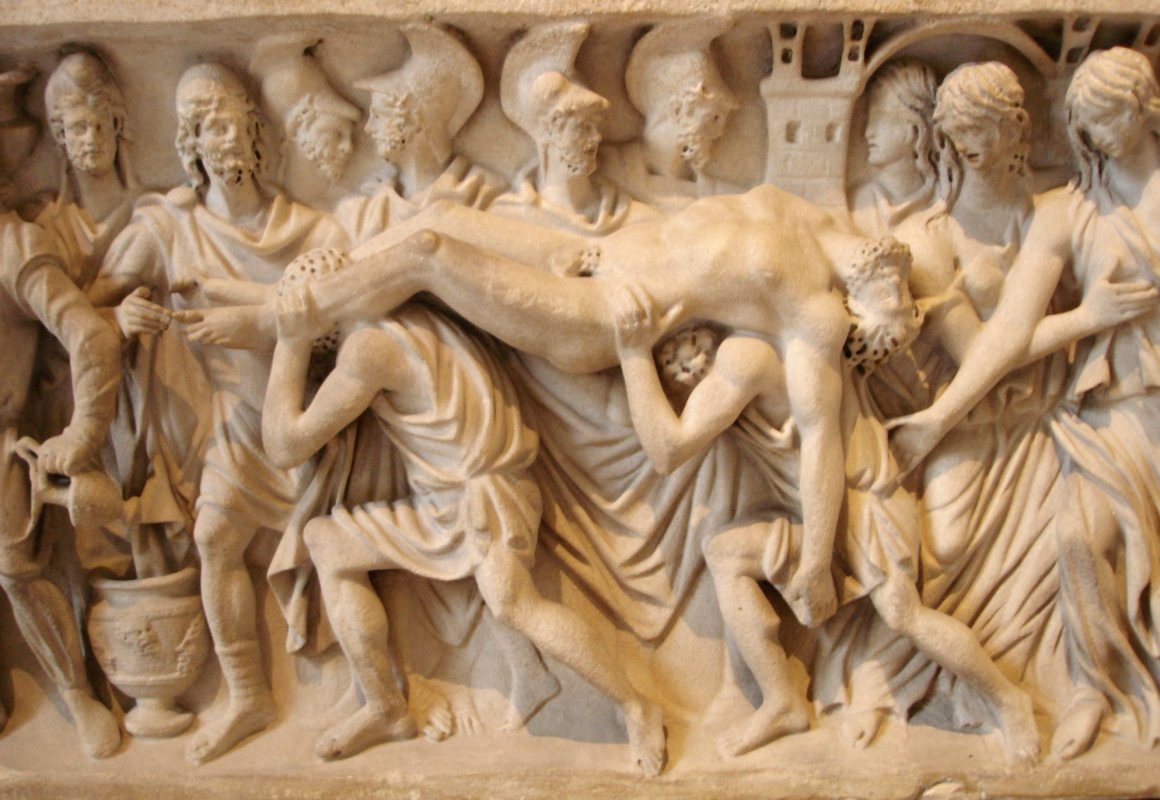
Die Leiche des Hektor wird heimgeholt. Römisches Relief, ca. 180–200 n. Chr.

Hektor (altgriechisch Ἕκτωρ Héktōr, lateinisch Hector) ist in der griechischen Mythologie ein Prinz von Troja. Er ist der wichtigste Held und Heerführer Trojas im Trojanischen Krieg. 
Hektor ist der älteste Sohn von König Priamos und dessen Frau Hekabe. Zu seinen Geschwistern zählen sein Bruder Paris, der durch den Raub der Helena den Trojanischen Krieg auslöst, sowie seine Schwester Kassandra. Seine Ehefrau ist Andromache, mit ihr hat er einen Sohn, Astyanax.
Hektor ist eine zentrale Figur in Homers Epos Ilias. Homer beschreibt die 51 Tage vom Ausbruch des Zorns des griechischen Helden Achilleus, des stärksten Kämpfers auf Seiten der Achäer, bis zu Hektors Fall und Beisetzung. Homer wie auch Vergil und Ovid beschreiben Hektor als edlen Helden.
Darauf basieren viele spätere idealisierte Darstellungen, die Hektor als eine Symbolfigur der Ritterlichkeit sehen. So wird er im Mittelalter in die Reihe der Neuf Preux, der neun kühnen Ritter, u. a. neben Caesar und Alexander den Großen aufgenommen. Für die Neuzeit siehe z. B. das Hektorlied von Friedrich Schiller.
Der Hektor der Ilias ist der Schützling Apollons und wird nicht nur als tüchtiger Kämpfer dargestellt, sondern auch als Sohn, Bruder, liebevoller Ehemann und Vater. Große Teile seiner Beschreibung sind dem Abschied von seiner Frau Andromache und dem Sohn Astyanax gewidmet. Er wird, wie die anderen Helden auch, als Günstling verschiedener Götter dargestellt, die über Sieg und Niederlage, Leben und Tod entschieden haben, noch bevor die eigentliche Tat getan ist.
Im Verlauf der Schlachten der Ilias gelingt es den Trojanern, die Achäer bis zu ihren Schiffen zurückzudrängen, die Hektor und den anderen trojanischen Helden nichts entgegensetzen können, solange der grollende Achilleus sich weigert, an der Schlacht teilzunehmen. Das Tor zu den Befestigungen zertrümmert Hektor selbst mit einem einzigen Steinwurf. In der bedrohlichen Situation legt Patroklos, der Vetter des Achilleus, mit dessen Einverständnis Achilleus’ Rüstung an und führt an seiner Stelle die Myrmidonen, die Gefolgsleute des Achilleus, in die Schlacht. Es gelingt, die Trojaner zurückzuschlagen. Patroklos selbst wird aber von Hektor erschlagen, der daraufhin im Glauben lebt, Achilleus getötet zu haben. Dieser greift nun wieder in den Krieg ein und treibt die Trojaner zurück in die Stadt. Hektor bleibt als einziger vor den Mauern, um sich ihm zu stellen. Hektors Eltern beobachteten das Geschehen von der Stadtmauer aus und flehen ihn an, in der Stadt Zuflucht zu suchen. Hektor weigert sich, da er mit Achilleus sprechen will, um die Auseinandersetzung ohne Blutvergießen zu lösen. Der von Rache getriebene Achilleus ist dazu nicht bereit. Hektor wird von Achilleus um die Mauern Trojas gejagt, bis er sich durch eine List Athenes stellt und getötet wird. Sterbend bittet Hektor darum, dass seine Leiche der Stadt zurückgegeben werde, doch Achilleus durchbohrt ihm die Fersen und schleift den Leichnam zunächst vor den Augen von Hektors Eltern um die Stadt, nach dem Begräbnis des Patroklos zudem dreimal um dessen Grab. Um dem ein Ende zu setzen, beauftragt Zeus Achilleus’ Mutter Thetis, ihren Sohn zur Vernunft zu bringen. Achilleus lässt sich von König Priamos – der sich nächtens ins Lager der Griechen schleicht – endlich zum Mitleid bewegen und überlässt ihm den Leichnam. Die Ilias endet mit einer elftägigen Trauer der Trojaner um Hektor.